# Okanogan County
Okanogan County ist ein County im Bundesstaat Washington der Vereinigten Staaten. Es hat laut der der Volkszählung 2020 42.104 Einwohner. Der Sitz der Countyverwaltung (County Seat) befindet sich in Okanogan. Im südlichen Teil von Okanogan County befindet sich die Colville Reservation, eines der größten Indianerreservationen des Bundesstaates.

## Geographie
Das County hat eine Fläche von 13.766 Quadratkilometern, davon sind 13.644 m² Land- und 122 km² (0,89 %) Wasserfläche.

## Demografische Daten

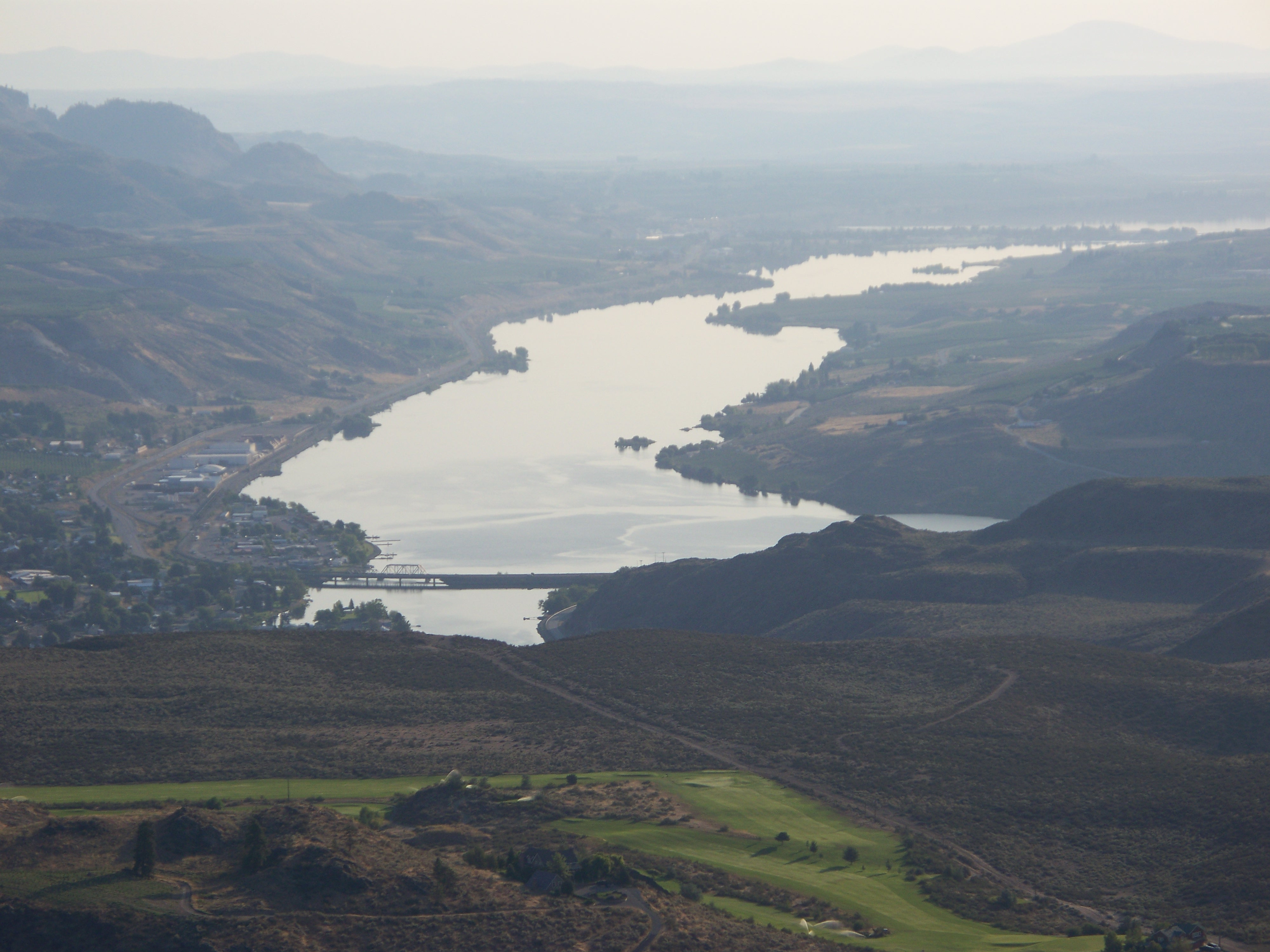
Der Lake Pateros

Nach der Volkszählung im Jahr 2000 lebten im County 39.564 Menschen. Es gab 15.027 Haushalte und 10.579 Familien. Die Bevölkerungsdichte betrug 3 Einwohner pro Quadratkilometer. Ethnisch betrachtet setzte sich die Bevölkerung zusammen aus 75,32 % Weißen, 0,28 % Afroamerikanern, 11,47 % amerikanischen Ureinwohnern, 0,44 % Asiaten, 0,07 % Bewohnern aus dem pazifischen Inselraum und 9,58 % aus anderen ethnischen Gruppen; 2,84 % stammten von zwei oder mehr ethnischen Gruppen ab. 14,38 % der Bevölkerung waren spanischer oder lateinamerikanischer Abstammung.
Von den 15.027 Haushalten hatten 33,20 % Kinder und Jugendliche unter 18 Jahre, die bei ihnen lebten. 54,40 % waren verheiratete, zusammenlebende Paare, 11,00 % waren allein erziehende Mütter. 29,60 % waren keine Familien. 24,50 % waren Singlehaushalte und in 9,70 % lebten Menschen im Alter von 65 Jahren oder darüber. Die Durchschnittshaushaltsgröße betrug 2,58 und die durchschnittliche Familiengröße lag bei 3,04 Personen.
Auf das gesamte County bezogen setzte sich die Bevölkerung zusammen aus 27,70 % Einwohnern unter 18 Jahren, 7,30 % zwischen 18 und 24 Jahren, 25,50 % zwischen 25 und 44 Jahren, 25,50 % zwischen 45 und 64 Jahren und 14,00 % waren 65 Jahre alt oder darüber. Das Durchschnittsalter betrug 38 Jahre. Auf 100 weibliche Personen kamen 99,20 männliche Personen, auf 100 Frauen im Alter ab 18 Jahren kamen statistisch 98,00 Männer.

Das jährliche Durchschnittseinkommen eines Haushalts betrug 29.726 USD, das Durchschnittseinkommen der Familien betrug 35.012 USD. Männer hatten ein Durchschnittseinkommen von 29.495 USD, Frauen 22.005 USD. Das Prokopfeinkommen betrug 14.900 USD. 21,30 % der Bevölkerung und 16,00 % der Familien lebten unterhalb der Armutsgrenze. 28,20 % davon waren unter 18 Jahre und 10,40 % waren 65 Jahre oder älter.

## Im NRHP gelistete Objekte
Stand: März 2011
| - Bonaparte Mountain Cabin (Nr. 81000588) - Chief Joseph Memorial (Nr. 74001970) - Columbia River Bridge (Nr. 95000632) - Early Winters Ranger Station Work Center (Nr. 86000841) - Enloe Dam and Powerplant (Nr. 78002764) - Fort Okanogan (Nr. 73001883) - Grand Coulee Bridge (Nr. 82004267) | - Lost Lake Guard Station (Nr. 86000814) - Okanogan County Courthouse (Nr. 95000805) - Okanogan Project: Conconully Reservoir Dam (Nr. 74001969) - Parson Smith Tree (Nr. 72001279) - US Post Office Okanogan (Nr. 91000650) - US Post Office Omak (Nr. 91000651) |